# Chikkanayakanahalli, Channarayapatna
Chikkanayakanahalli là một làng thuộc tehsil Channarayapatna, huyện Hassan, bang Karnataka, Ấn Độ.